# Дієго Маркіч
Дієго Маркіч (ісп. Diego Markic, нар. 9 січня 1977, Буенос-Айрес) — аргентинський футболіст, що грав на позиції півзахисника.

## Клубна кар'єра
У дорослому футболі дебютував 1996 року виступами за команду «Архентінос Хуніорс», в якій провів три сезони, взявши участь у 47 матчах чемпіонату.[джерело?]
Своєю грою за цю команду привернув увагу представників тренерського штабу італійського «Барі», до складу якого приєднався 1999 року. Відіграв за команду з Барі наступні п'ять сезонів своєї ігрової кар'єри, виступаючи у Серії А та Б, після чого протягом 2004—2005 років на правах оренди захищав кольори аргентинського «Колону».
Завершив професійну ігрову кар'єру у клубі «Кільмес», за який виступав протягом 2005—2007 років.

## Виступи за збірну
1997 року залучався до складу молодіжної збірної Аргентини, разом з якою брав участь у молодіжному чемпіонаті Південної Америки в Чилі, де став переможцем. Цей результат дозволив поїхати команді і на молодіжний чемпіонаті світу 1997 року в Малайзії, де аргентинці із Маркічем також здобули золоті нагороди, ставши чемпіонами світу. Загалом за молодіжну збірну провів 12 матчів.

## Титули і досягнення
- Чемпіон світу (U-20): 1997
- Чемпіон Південної Америки (U-20): 1997